# Gašper Švab
Gašper Švab (Kranj,  18 juli 1986) is een Sloveens wielrenner. Hij rijdt sinds 2005 als professional voor de Sloveense wielerformatie Sava.

## Erelijst
2007
- Bergklassement Ronde van Slovenië

2008
- 2e etappe GP Cycliste de Gemenc

2009
- 1e in GP Kranj

2010
- 1e in Memorijal Zambelli
- 1e etappe Košice-Tatry-Košice
- Eindklassement Košice-Tatry-Košice